# Porophyllum pygmaeum
Porophyllum pygmaeum là một loài thực vật có hoa trong họ Cúc. Loài này được D.J.Keil & Morefield miêu tả khoa học đầu tiên năm 1989.